# 熊谷海麗
熊谷 海麗（くまがい みれい、9月30日 – ）は、日本の女性声優。ケンユウオフィス所属。静岡県浜松市出身。

## 来歴
かつては81プロデュース、賢プロダクションに所属していた。エーチームアカデミー、Talk back養成所卒業。
2023年12月31日、櫻井トオルと結婚したことを自身のXアカウントにて発表。

## 人物
趣味は料理、登山。特技はiPhone修理、殺陣。方言は遠州弁。

## 出演

### テレビアニメ
2012年
- 宇宙兄弟（六太の後輩B）

2016年
- NARUTO -ナルト- 疾風伝（アカデミーの生徒）
- 双星の陰陽師（女生徒、小釜本千由梨、キャプテン、店員、女の子、千晶、子供）

2017年
- それいけ!アンパンマン（2017年 - 2024年、町の人、子供、ネコ美、中トロ奥方様〈5代目〉）
- 地獄少女 宵伽（ミチルの母）

2018年
- PERSONA5 the Animation（2018年 - 2019年、スーツの女性、ピクシー、女子大生、女性客A、役員生徒A 他）- 1シリーズ + 特別編前後編
- 爆釣バーハンター（クジラ型のアレ）
- ブラッククローバー（魔女）

2019年
- ソードアート・オンライン アリシゼーション War of Underworld（デュソルバートの妻）

2020年
- ID:INVADED イド:インヴェイデッド
- BanG Dream! 3rd Season（楽器店店長）
- 文豪とアルケミスト 〜審判ノ歯車〜（女）
- シャドウバース（ルシアの叔母、プレイヤー）

2021年
- 回復術士のやり直し
- バクテン!!（双葉美森）
- 蜘蛛ですが、なにか?（セラス・ケレン）
- TSUKIPRO THE ANIMATION 2（高地実里）

2022年
- SPY×FAMILY（2022年 - 2023年、シャロン、ユーリ・ブライア〈幼少期〉、イーデン校生徒、動物保護センタースタッフ、ワイヤー使いのエスメラルダ、ベネット 他） - 3シリーズ
- 社畜さんは幼女幽霊に癒されたい。（先生）

2023年
- ヴィンランド・サガ（オッドニー）
- TRIGUN STAMPEDE（ニコラス・D・ウルフウッド〈幼少期〉）
- 彼女が公爵邸に行った理由（フリス・エリティール）
- 呪術廻戦 懐玉・玉折/渋谷事変（補助監督、一般人）
- 名探偵コナン（女性）
- 薬屋のひとりごと（2023年 - 2025年、侍女、妓女、静妃） - 2シリーズ
- ウマ娘 プリティーダービー Season 3（観客）

2024年
- ダンジョン飯（マルシルの母、ドライアド1）
- 俺だけレベルアップな件（2024年 - 2025年、看護師、真島の妻、アナウンサー） - 2シリーズ
- SHAMAN KING FLOWERS（千春）
- 烏は主を選ばない（西家の女房、里鳥）
- 監禁区域レベルX（涼花の母）
- ハイガクラ（おねえ）
- ポケットモンスター（リンゴ飴屋台の女性）

2025年
- 花は咲く、修羅の如く（母親、ギャラリー）
- 日本へようこそエルフさん。（女性客）
- SAKAMOTO DAYS（キャスト、女） - 2シリーズ
- サラリーマンが異世界に行ったら四天王になった話（使者）
- 天久鷹央の推理カルテ
- メダリスト（アナウンス）
- アポカリプスホテル（ニュース2）
- ドラえもん（テレビ朝日版第2期）（女性ナレーション）
- 履いてください、鷹峰さん（女子生徒C、アナウンス）
- 華Doll*-Reinterpretation of Flowering-（医療スタッフC）

### 劇場アニメ
- ヴァイオレット・エヴァーガーデン 外伝 - 永遠と自動手記人形 -（2019年、女生徒[23]）
- 世界一初恋 〜プロポーズ編〜（2020年、女性）
- 竜とそばかすの姫（2021年）
- 劇場版 SPY×FAMILY CODE: White（2023年、シャロン）

### Webアニメ
- 紅き大魚の伝説（2018年[24]）
- テルマエ・ロマエ ノヴァエ（2022年、母、お姉さん）
- Shenmue the Animation（2022年、紅秀瑛）
- アカペラ侍〜ハモリ隊が江戸を救う!〜（赤平祭観客、町人、猫）
- 君に届け 3RD SEASON（2024年、女子生徒、女性教師）
- カイリューとゆうびんやさん（2025年、ホゲータ）

### ゲーム
2010年
- コール オブ デューティ ブラックオプス（アナウンサー、ユーリ）

2014年
- グランブルーファンタジー（空の民1、観客3、クレープ屋に来た客）

2015年
- 幻獣契約クリプトラクト（謎の女）
- Fallout 4

2017年
- A3!（楓）
- コール オブ デューティ ワールドウォーII
- ブラックサバイバル（ジャッキー、アデラ、レノックス）

2018年
- 逆転オセロニア（ハインリーネ）
- グランクレスト戦記（プレーヤーボイス）
- 幻獣姫（ウィル・オ・ウィスプ）
- 戦国アクションパズル DJノブナガ（イズモノオクニ）
- 謀りの姫（石秋瓷）
- NARUTO TO BORUTO シノビストライカー（プレイヤーボイス）
- 言な絶えそね-行田創生RPG-（クリサンセ ）
- バトルフィールドV
- ファイトリーグ（水蓮寺桐花）
- Fallout 76（ジェン）
- Marvel's Spider-Man
- 龍が如く ONLINE（渋木リエ）

2019年
- 元気封神（旱魃、玉鼎真人、石磯娘々）
- ミラメモ（モクテスマ、ドレーク）
- ポケモンマスターズ（ビキニのおねえさん、たんぱんこぞう）
- 魔王と100人のお姫様（アテナ、ユミル、アモン、マスティマ）

2020年
- シャドウバース チャンピオンズバトル（アリスのマネージャー、イベントスタッフ）
- モンスターストライク（2020年 - 2022年、バルムンク、ピスター、カルニベ）
- ソードアート・オンライン アリシゼーション リコリス（役名なし）
- クイズRPG 魔法使いと黒猫のウィズ（スニェグーラチカ）
- ステラクロニクル（夜霊月、涼風古草香）
- タイムリフレイン（ダークハーピー）
- Marvel's Avengers
- アサシン クリード ヴァルハラ（トーヴ、ヴァルディス）
- エグゾスヒーローズ（レピン）
- デュエル・マスターズ プレイス（救命人形バロール、護りの角フィオナ、ポコルル、翔天幻風ラルック）

2021年
- ウマ娘 プリティーダービー（ウマ娘）

2022年
- 魔法使いの約束（スカーレット、シアン）
- 機動戦士ガンダム U.C. ENGAGE（サラサ・ムーン）
- ガールズXバトル2（ドラキュラ）

2023年
- OCTOPATH TRAVELER II
- 超探偵事件簿 レインコード（ヤコウの妻）
- ヒラヒラヒヒル（野村朝）

2024年
- ユニコーンオーバーロード（傭兵（タイプB）/ NPC）
- 18TRIP
- ミストニアの翅望 -The Lost Delight-（エブリン＝ミラー）

2025年
- 無期迷途（玉骨）

### ドラマCD
- 愛したがりWダーリン（紀代・子供時代）

### BLCD
- 美しい彼（平良母）
- 君と僕と世界のほとり
- 泥中の蓮（バーテンダー（女））
- セックスフレンズ（女子）

### 吹き替え

#### 映画
- アイム・ノット・シリアルキラー（ブルック）
- 悪人伝（チェ・ソジン〈キム・ギュリ（英語版）〉）
- アンダー・ザ・シルバーレイク（サラ〈ライリー・キーオ〉）
- アメリカン・ハニー（スター〈サッシャ・レイン〉）
- エニシング・イズ・ポッシブル
- オールド（マドリッド〈フランチェスカ・イーストウッド〉[36]）
- 希望のかなた（ミリアム〈ニロズ・ハジ〉）
- グレイマン[37]
- 刑事ジョン・ルーサー: フォールン・サン
- ゴリラのアイヴァン（マヤ・ウィルソン〈インディラ・ヴァルマ〉）
- サスペリア（オルガ〈エレナ・フォキナ〉）
- サバイバーズ（ペリン〈ゴッデ・マトルアー〉）
- ザ・プレデター（デレク[38]）
- シェイクスピアの庭（スザンナ・ホール〈リディア・ウィルソン〉）
- ジオストーム（ミッキー〈ダニエラ・ガルシア〉、ハンナの母）
- シャークネード5 ワールド・タイフーン（ギル〈ビリー・バラット〉）
- スーパーフライ（シンシア〈アンドレア・ロンド〉）
- ストーリー・オブ・マイライフ/わたしの若草物語（サリー〈ハドリー・ロビンソン〉[39]）
- スパイダーマン:ノー・ウェイ・ホーム[40]
- スターダスト（アンジー・ボウイ〈ジェナ・マローン〉）
- ターミネーター:ニュー・フェイト（衛生兵女）
- 大脱出3（ダヤ・ジャン〈マリース・ジョー〉[41]）
- 脱走特級（マーシャ）
- チェイシング・コーラル 消えゆくサンゴ礁（女性エンジニア）
- デッドプール2（アイリーン[42]）
- デッド・フレンド・リクエスト（オリビア〈ブリット・モーガン〉）
- トリプル9 裏切りのコード（ミシェル・アレン〈テリーサ・パーマー〉）
- ナイト・ビフォア 俺たちのメリーハングオーバー（レベッカ〈イラナ・グレイザー〉）
- ナイブズ・アウト: グラス・オニオン（ウィスキー〈マデリン・クライン〉[43]）
- ナポレオン（テレーズ・カバリュス〈リュディヴィーヌ・サニエ〉）
- パイレーツ・オブ・カリビアン/最後の海賊
- ハウス・オブ・グッチ（アナ・ウィンター〈キャサリン・ウォーカー〉[44]）
- パワーレンジャー
- ピーターラビット（カトンテール[45]〈デイジー・リドリー〉）※機内版
- ビフォア・アイ・フォール（リンジー〈ハルストン・セイジ〉）
- 不夜城の男（ウニョン〈ソ・イェジ〉）
- ブラック・ウィッチ（リア〈ニコール・ムニョス〉）
- ブラックパンサー/ワカンダ・フォーエバー（女性技師4[46]）
- プリンセス:ルーパー（エレノ〈ナタリア・ジェルマーニ〉）
- ボーイ・ソプラノ ただひとつの歌声（エリーゼ・オーウェンズ〈エブリン・マンチェスター〉）
- M3GAN ミーガン（ニコール〈チェルシー・フローレンス〉）
- 蜜の味 テイスト・オブ・マネー
- 名探偵ピカチュウ（シンシア）
- MEG ザ・モンスター（音声女[47]）
- モータルコンバット（ニタラ〈メル・ジャーンソン〉[48]）
- ヤング・アダルト・ニューヨーク（ティッパー〈ドリー・ヘミングウェイ〉）
- ラ・ラ・ランド（アレクシス〈ジェシカ・ロース〉）
- ランペイジ 巨獣大乱闘（エイミー〈ブリアンヌ・ヒル〉[49]）
- ラブ、デス&ロボット（ジェニファー）
- レザーフェイス-悪魔のいけにえ（ベティ〈ロリナ・カンブローヴァ〉）
- レッド・スネイク （ヤエル〈エステール・ガレル〉[50]）
- ワウンズ: 呪われたメッセージ

#### ドラマ
- iゾンビ（ミシェル、マイケル）
- ARMORED SAURUS アーマードサウルス（ガンウン〈ソ・ウンハ〉[51]）
- いつかはマイ・ベイビー（ジェニー）
- エンパイア〜成功の代償
- オルタード・カーボン
- 女刑事マーチェラ（エマ・バックランド）
- GIRLS/ガールズ ファイナル
- カウンターパート/暗躍する分身（アンナ・バートン・シルク〈サラ・ボルジャー〉）
- クイーン・オブ・ザ・サウス 〜女王への階段〜
- グッド・ガールズ! 〜NY女子のキャリア革命〜
- グッドワイフ4 #12
- 恋するアプリ Love Alarm（キム・ジョジョ〈キム・ソヒョン〉）
- サバイバー: 宿命の大統領（ペニー・カークマン〈マッケンナ・グレイス〉）
- ザ・プレイヤー 〜究極のゲーム〜 #6
- ザ・ボーイズ（アシュリー・バレット〈コルビー・ミニフィ〉）
- JUSTIFIED 俺の正義（ロレッタ・マクレディ）
- 私立探偵ストライク（ルーラ・ランドリー〈エラリカ・ジョンソン〉）
- SUITS:ジェシカ・ピアソン（ヨリ・カスティーヨ〈イザベル・アライザ〉）
- SCORPION/スコーピオン シーズン2 #12
- ストライクバック4:ラストミッション
- ティーン・ウルフ（キラ・ユキムラ〈アーデン・チョウ〉）
- ノクドゥ伝〜花に降る月明り〜（ドンジュ〈キム・ソヒョン〉）
- ニミュエ 選ばれし少女（ピム〈リリー・ニューマーク〉、セリア）
- POWER/パワー ブックII:ゴースト（ダイアナ・テハーダ〈ラトヤ・トノデオ〉）
- PERSON of INTEREST 犯罪予知ユニット シーズン5
- フィアー・ザ・ウォーキング・デッド シーズン2（アレックス〈ミシェル・アン〉）
- ブラインドスポット3 タトゥーの女（メーガン・ブタニ〈レシュマ・シェティ〉）
- ブリーズ 〜父親の葛藤〜（アルーナ〈シュリスワラ〉）
- ブリーズ 〜光と影〜（アバ〈ニティヤ・メーネン〉）
- ホテル ハルシオン（ドーラ）
- 僕と生きる人生（ケイリン〈ゾーイ・チャオ〉）
- マーキュリー・セブン（アニー〈ノラ・ゼヘットナー〉）
- ラ・テンプランサ 〜20年後の出会い〜（マリアナ、エステラ）

#### アニメ
- 紅き大魚の伝説
- 映画マイリトルポニー プリンセスの大冒険（ソングバード・セレナーデ）
- ギガントサウルス（クロー、ターミノネーター[52]）
- キャプテン・プードル（バッティ）
- グリムの国のおそろし物語（ヘンゼル）
- ゴーストパトロール（ハーパー）
- ザ・スーパーマリオブラザーズ・ムービー
- シチリアを征服したクマ王国の物語（通行グマ[53]）
- Sherwood（ローズ・トレフガーン）
- スクービー・ドゥー（キミー）
- ファングボーン（パティ）
- ふしぎの国 アンフィビア（オリビア）
- ベイマックス ザ・シリーズ（メ―ガン・クルス）
- ぼくの名前はズッキーニ（アリス）

### ボイスオーバー
- アポロ11号人類初月面着陸の裏側とは?（ナショナルジオグラフィックチャンネル）
- 心理トリックの世界（ディスカバリーチャンネル）
- 徹底調査!アメリカの極秘施設（ディスカバリーチャンネル）
- 鳥人間現る!（ナショナルジオグラフィックチャンネル）
- パラリンピック ドキュメンタリーシリーズ「WHO I AM」（2016年、WOWOW）

### ナレーション

#### CM
- 鬼滅の刃 DX日輪刀 胡蝶しのぶ
- プロジェクト東京ドールズ

#### PV
- アレース ステムCクリーム
- 金色のコルダ2ff
- 金色のコルダ オクターブ
- 金色のコルダ3 フルボイスSpecial
- 金色のコルダ3 AnotherSky feat.神南/至誠館/天音学園
- たまごっちミクス

#### テレビ番組
- 愛の迷宮（メイキング映像ナレーション）
- 品川に生きる（2016年、テレビ品川開局20周年記念特別番組、番宣ナレーション）
- BS思い出づくり（番宣ナレーション）
- 街の灯り ふたたび 戸越銀座と焼き鳥エビス（番組ナレーション）

### 舞台
- 賢プロダクション朗読劇「ヴィヨンの妻」（2013年1月11日 - 14日 / ウッディシアター中目黒）

### その他コンテンツ
- オーディオブック 女子高生と魔法のノート（2022年）
- 先輩が僕を殺りにきてる PV（2020年、神宮寺澪[54]）

### シリーズ一覧
1. ↑  テレビシリーズ（2018年）、特番『Dark Sun...』（2018年）、特番『Stars and Ours』（2019年）
2. ↑  Season 1:第1クール（2022年）、Season 1:第2クール（2022年）、Season 2（2023年）
3. ↑  第1期（2023年）、第2期（2025年）
4. ↑  Season 1（2024年）、Season 2 -Arise from the Shadow-（2025年）
5. ↑  第1クール（2025年）、第2クール（2025年）